# یواس‌اس دیزاین (ای‌ام-۲۱۹)
یواس‌اس دیزاین (ای‌ام-۲۱۹) (به انگلیسی: USS Design (AM-219)) یک کشتی بود که طول آن ۱۸۴٫۵ فوت (۵۶٫۲ متر) بود. این کشتی در سال ۱۹۴۴ ساخته شد.